# Pluto och sköldpaddan
Pluto och sköldpaddan (även Pluto som strandvakt) (engelska: Canine Patrol) är en amerikansk animerad kortfilm med Pluto från 1945.

## Handling
Pluto är kustbevakningens vakthund och har fått i uppdrag att skydda strandområdet från obehöriga. Han gör därmed allt för att hindra en liten sköldpadda att ta sig in.

## Om filmen
Filmen hade svensk premiär den 1 april 1946 och visades på biografen Spegeln i Stockholm.

## Rollista
- Pinto Colvig – Pluto[7]